# Сысолятин, Василий Андреевич
Василий Андреевич Сысолятин (27 января 1925, Малая Ворона, Вятская губерния — 17 мая 1969, Шембеть, Кировская область) — автоматчик мотострелкового батальона 51-й гвардейской танковой бригады, гвардии красноармеец. Герой Советского Союза.

## Биография
Родился 27 января 1925 года в деревне Малая Ворона (ныне Арбажского района Кировской области). Окончил 7 классов. Работал слесарем в вагонном депо в городе Кирове.
В январе 1943 года был призван в Красную Армию. С сентября того же года в составе мотострелкового батальона участвовал в боях против немецких войск  на Воронежском фронте.
22 сентября 1943 года группа из четырёх добровольцев — гвардии сержанта И. Д. Семёнова, гвардии красноармейцев В. Н. Иванова, В. А. Сысолятина и Н. Е. Петухова первой переправилась через реку Днепр в районе села Григоровка. Четвёрка, высадившись на берег, тут же вступила в бой, ведя огонь из автоматов. Своими действиями бойцы отвлекали внимание противника и тем самым обеспечивали условия для форсирования реки батальоном. Они захватили и удержали небольшой плацдарм, отбив несколько атак противников. Гвардии красноармеец Сысолятин был ранен, но продолжал бой. Гранатами он уничтожил вражеский пулемёт и огнём автомата истребил несколько десятков солдат противника. О подвиге четырёх гвардейцев стало известно всему фронту из листовок, выпущенных политотделом. Все четверо — гвардии сержант И. Д. Семёнов, гвардии красноармейцы В. Н. Иванов, В. А. Сысолятин и Е. Н. Петухов были представлены к присвоению звания Героя Советского Союза.
Указом Президиума Верховного Совета СССР от 17 ноября 1943 года за образцовое выполнение заданий командования и проявленные мужество и героизм при форсировании Днепра гвардии рядовому Сысолятину Василию Андреевичу присвоено звание Героя Советского Союза с вручением ордена Ленина и медали «Золотая Звезда».
В 1947 году В. А. Сысолятин был демобилизован. Вернулся на родину. Окончил сельскохозяйственный техником в городе Яранске Кировской области. Жил в селе Шембеть Арбажского района. Работал агрономом на МТС, был председателем колхоза, заведовал районным отделом сельского хозяйства. Последние годы руководил сельским клубом. Скончался 17 мая 1969 года. Похоронен на кладбище села Шембеть Арбажского района.
Награждён орденом Ленина, медалями.

## Память

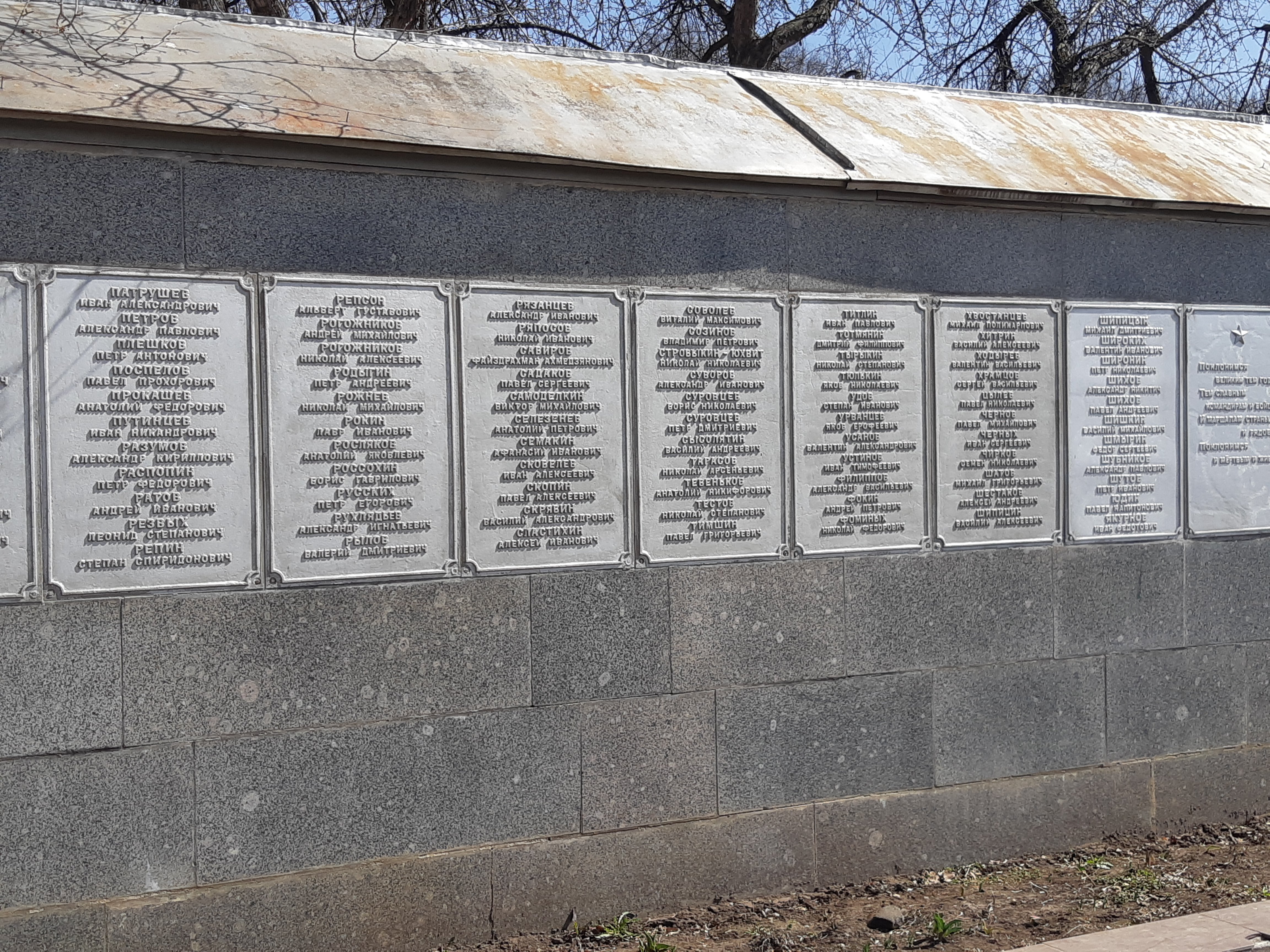
Имя Героя на мемориальной доске в парке г. Кирова

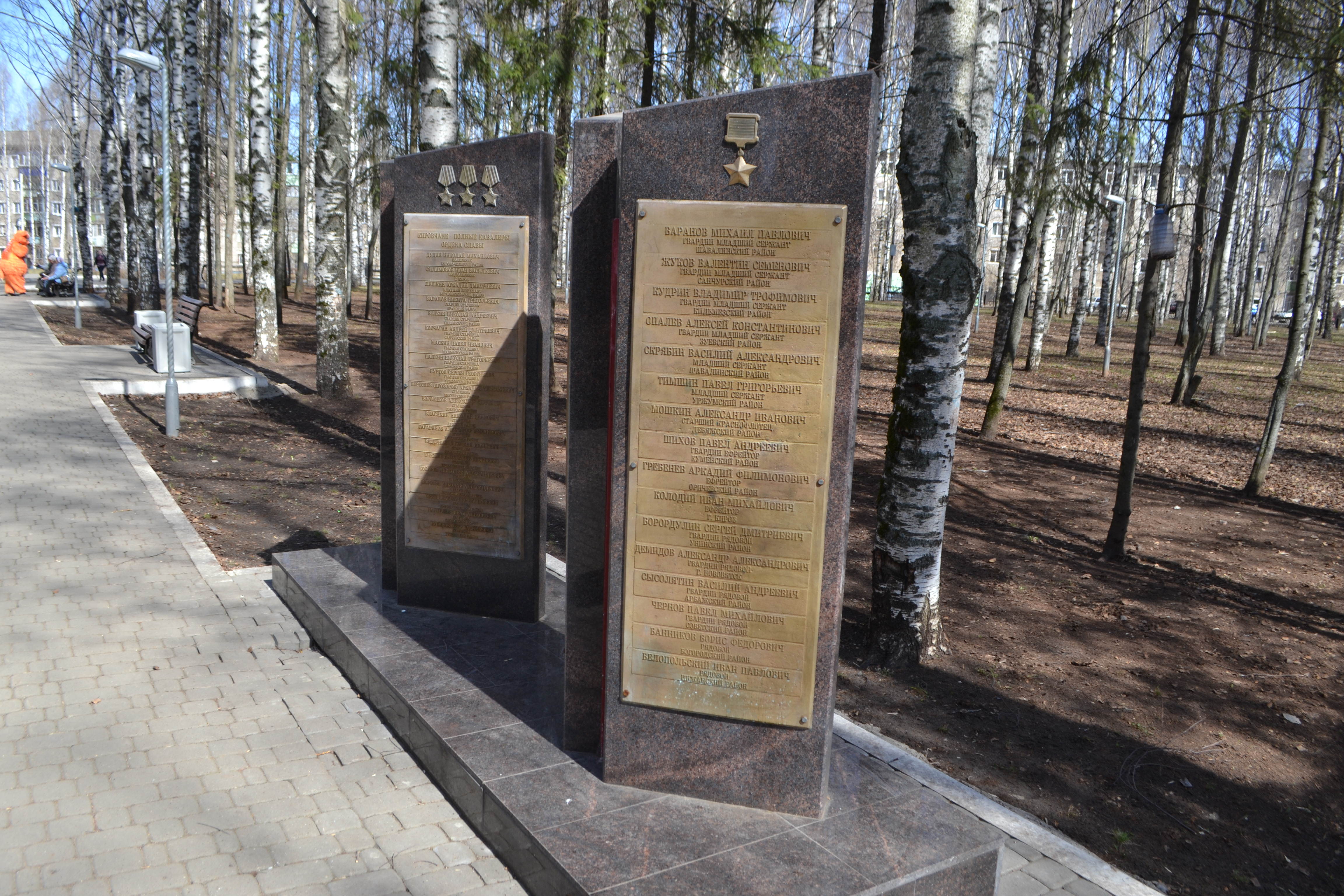
Имя Героя выбито на гранитной стеле на Аллее Славы в парке Победы города Кирова 2019

- Имя Героя выбито на гранитной стеле на Аллее Славы в парке Победы города Кирова 2019.
- Имя Героя Советского Союза увековечено на мемориальной доске в честь кировчан — Героев Советского Союза в парке дворца пионеров города Кирова.
- Имя Героя высечено золотыми буквами в зале Славы Центрального музея Великой Отечественной войны в Парке Победы г. Москвы.
- Именем Героя названы улицы в посёлке Арбаж и школа в селе Шембеть.